# Hybrid log–gamma

Гибридная лог-гамма — Hybrid log-gamma, Стандартная гамма-кривая — SDR gamma curve, Относительное значение сигнала — Signal value, Линейное значение яркости — Linear intensity

HLG или Hybrid log-gamma — формат HDR-видео, в котором нижняя часть диапазона яркостей отображается в виде гамма-кривой, а верхняя — в виде логарифмической кривой, что позволяет достоверно отображать видеоматериалы с расширенным динамическим диапазоном HDR на экранах со стандартным диапазоном SDR (англ. standard dynamic range). Нижние 50 % диапазона яркостей видеофайла отображаются на экранах со стандартным диапазоном с помощью гамма-функции линейно и полностью, а верхняя — логарифмически и частично, что позволяет плавно обрезать высокие значения яркости, выходящие за пределы стандартного диапазона, который можно отобразить на экране формата SDR.
Относительным недостатком данного HDR-формата является отсутствие поддержки динамических метаданных для более точной адаптации отдельных фрагментов видео к техническим возможностям экрана конкретного устройства.